# Ignorancia vencible e invencible (teología católica)
La ignorancia vencible es, en la teología moral católica, la ignorancia que una persona podría eliminar aplicando una diligencia razonable en las circunstancias dadas. Contrasta con la ignorancia invencible, que una persona es totalmente incapaz de eliminar, o sólo podría hacerlo mediante esfuerzos supererogatorios (es decir, esfuerzos por encima del deber normal).
Ignorancia invencible se utiliza en la teología moral católica para referirse al estado de las personas que, sin culpa alguna, ignoran que el mensaje cristiano es verdadero. Es lo opuesto al término ignorancia vencible. El primer Papa que utilizó el término oficialmente parece haber sido el Papa Pío IX en la alocución Singulari Quadam (9 de diciembre de 1854) y las encíclicas Singulari Quidem (17 de marzo de 1856) y Quanto Conficiamur Moerore (10 de agosto de 1863).[cita requerida] Aquino, por ejemplo, lo utiliza en su Suma Teológica (escrita entre 1265 y 1274).

## Doctrina de la ignorancia vencible
Es culpable permanecer voluntariamente ignorante de asuntos que uno está obligado a conocer.  
Mientras que la ignorancia invencible elimina la culpabilidad, la ignorancia vencible como mucho la mitiga, e incluso puede agravar la culpabilidad. La culpabilidad de una acción realizada en la ignorancia vencible debe medirse por el grado de diligencia o negligencia mostrado en la realización del acto. Un individuo es moralmente responsable de su ignorancia y de los actos resultantes de la misma. Si se mostró alguna diligencia insuficiente para disipar la ignorancia, ésta se denomina meramente vencible; puede disminuir la culpabilidad hasta el punto de convertir un pecado en venial.  Cuando se hace poco o ningún esfuerzo para eliminar la ignorancia, ésta se denomina crasa o supina; elimina poca o ninguna culpabilidad.  La ignorancia deliberadamente fomentada es afectada o estudiada; puede aumentar la culpa.
La ignorancia puede ser:
- De derecho, cuando se desconoce la existencia de la propia ley, o al menos que un caso concreto está comprendido en sus disposiciones.
- De hecho, cuando se desconoce no la relación de algo con la ley, sino la cosa misma o alguna circunstancia.
- De pena, cuando una persona no sabe que se ha impuesto una sanción a un delito concreto. Se debe tener en cuenta especialmente cuando se trata de una sanción más grave.

## Doctrina de la ignorancia invencible
"La ignorancia invencible excusa de toda culpabilidad. Una acción cometida en la ignorancia de la ley que la prohíbe, o de los hechos del caso, no es un acto voluntario." Por otro lado, es culpable permanecer voluntariamente ignorante de asuntos que uno está obligado a conocer (ignorancia vencible). En este caso el individuo es moralmente responsable de su ignorancia, y de los actos resultantes de la misma. La culpabilidad asociada a un delito cometido en la ignorancia es menor que la que habría tenido si el acto se hubiera cometido con pleno conocimiento, porque en ese caso el delito es menos voluntario.

## Visión protestante
Los protestantes se apartaron de la doctrina católica en este aspecto durante la Reforma.  Martín Lutero creía que la ignorancia invencible era sólo una excusa válida para las ofensas a la ley humana. Desde su punto de vista, somos ignorantes de la ley divina a causa del pecado original, del que todos somos culpables. Juan Calvino estaba de acuerdo en que la ignorancia de la ley de Dios es siempre vencible.

## Otros usos
El término teológico "ignorancia invencible" no debe confundirse con el término lógico falacia de la ignorancia invencible. No está claro cuándo y cómo el término fue tomado por los lógicos para referirse al estado muy diferente de las personas que se niegan voluntariamente a atender a las pruebas, pero uno de sus primeros usos fue en el libro de 1959 Fallacy: The Counterfeit of Argument de W. Ward Fearnside y William B. Holther.